# Thiernogryllus
Thiernogryllus is een geslacht van rechtvleugeligen uit de familie krekels (Gryllidae). De wetenschappelijke naam van dit geslacht is voor het eerst geldig gepubliceerd in 1969 door Roy.

## Soorten
Het geslacht Thiernogryllus  is monotypisch en omvat slechts de volgende soort:
- Thiernogryllus rufipes (Roy, 1969)